# Dittersdorf
Dittersdorf è un comune di 463 abitanti della Turingia, in Germania.
Appartiene al circondario della Saale-Orla (targa SOK) ed è parte della comunità amministrativa (Verwaltungsgemeinschaft) di Seenplatte.
Nel 2010 è stato inglobato nel comune l'ex-comune di Dragensdorf.